# ШВ Прусия-Самланд (Кьонигсберг)
ШВ „Прусия-Самланд“ е бивш футболен клуб от Кьонигсберг, Германия (Днес Калининград, Русия).

## История
Основан е през 1904 г. като „Прусия“ (Кьонигсберг). През 1908 г. се обединява със „Самланд“ (Кьонигсберг) и образуват „Прусия-Самланд“. През 1910 г. тимът за първи път печели Балтийското първенство. До началото на Първата световна война Прусия-Самланд триумфира още два пъти в регионалия шампионат – през 1913 и 1914 г. И в двата сезона прусаците стигат до 1/4-финалите в националната купа, но отпадат съответно от Виктория (Берлин) и ФФБ Лайпциг.
През 20-те години на XX в. Прусия-Самланд успява да се класира само 2 пъти във финалния етап на шампионата на Балтика, преди отново да стане първенец през 1931 г. Последната си титла Прусия печели през 1933 г., преди нацитският режим да реформира футбола в страната.
В новообразуваната Гаулига Прусия-Самланд остава в сянката на отборите от Данциг и съгражданите си от ФФБ Кьонигсберг. Градското дерби с ФФБ събира 17 000 зрители през 1937 г., което е рекорд за региона.
През 1936 и 1938 г. прусаците печелят своята група, но не успяват да достигат до регионалната титла в плейофите. През 40-те години най-големият успех на отбора е второ място през 1943 г.
През 1945 г. отборът е разформирован, поради нахлуването на Червената армия в Кьонигсберг.